# Chase (Wisconsin)
Chase è un comune degli Stati Uniti, situato in Wisconsin, nella Contea di Oconto.